# Dème d'Axiós
Le dème d'Axiós, en grec moderne : Δήμος Αξιού / Dímos Axioú, est un ancien dème du district régional de Thessalonique, en Macédoine-Centrale, Grèce. Depuis 2010, il est fusionné au sein du dème de Délta.
Selon le recensement de 2011, la population du dème s'élève à 6 613 habitants.